# Infinitum
Infinitum de Telmex, Teléfonos de México, S.A.B de C.V (conocido simplemente como Infinitum), es una subsidiaria de la empresa mexicana de telecomunicaciones Telmex fundada en 1996, que proporciona servicio de internet para hogar, empresas y negocios a través de xDSL y FTTH, incluyendo además telefonía fija.

## Historia
Telmex comenzó a ser proveedor de servicios de Internet (ISP) a través de la marca Uninet. Un año después, cambió el nombre a “Internet Directo Personal de Telmex”. En 1996 Telmex compró de IBM y Sears, el proveedor de internet Prodigy Communications con lo que trajo la marca a México, Prodigy Internet de Telmex.
En el 2001 Telmex decidió vender los suscriptores de Prodigy Communications en los Estados Unidos a su socio SBC Communications con lo que se convirtió en SBC Prodigy y posteriormente SBC Yahoo!. Aunque SBC sigue siendo dueño y filial de Prodigy en México. Para el 2004 Prodigy contaba con más del 70% de acceso a internet vía telefónica y el 40% en DSL en México.

## Infinitum

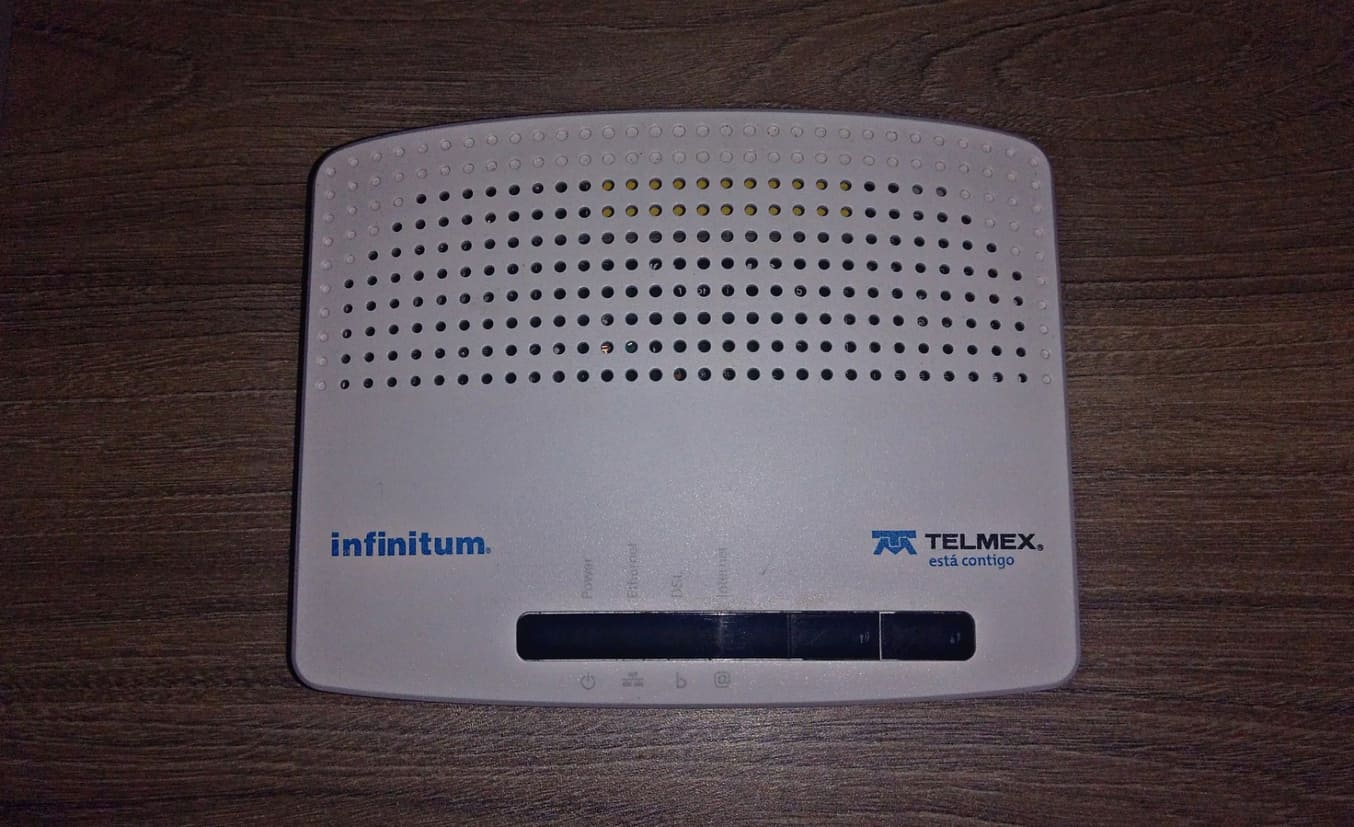
Ejemplo de un módem marca Technicolor de xDSL modelo TG582n.

Infinitum provee mediante la línea telefónica (par de cobre) un acceso a Internet con tecnología ADSL2+ (Línea Digital Asimétrica del Cliente) y VDSL (Linea Digital de Suscripción de Muy Alta Velocidad). Además, mediante el despliegue de su red de fibra óptica para uso doméstico y comercial, también ofrece sus servicios mediante GPON (Red Óptica Pasiva de Capacidad Giga-bit). Los clientes que tienen su servicio mediante ADSL2+ y VDSL  pueden sufrir fluctuaciones debido a interferencias magnéticas del ambiente, estado físico del cableado o distancia con la central. Sin embargo, Telmex también ofrece el servicio mediante su red de fibra óptica FTTH (Fiber to The Home) mejorando con esto su calidad de servicio y abriendo la posibilidad de ofrecer servicio de televisión de paga en un futuro.
Es el servicio de Internet de banda ancha de Telmex, cuenta con diferentes velocidades, desde 50 Mbit/s hasta 1 Gbit/s (dependiendo de la zona en la que el usuario se encuentre), siendo el principal proveedor de Internet de banda ancha en México. Cabe notar que la calidad de la señal puede variar dependiendo de la distancia con la central y factores externos, de modo que las velocidades no están garantizadas.
Para corregir el problema de cableado ADSL, Infinitum ha estado manejando desde 2011 un cambio a fibra óptica y VDSL. Según su propia página, no hay costo adicional por el cambio.
También cuenta con centros de atención a clientes en varios estados de la República Mexicana para dar soporte técnico por teléfono a los usuarios de este servicio, a través de una línea 800 123 2222.
Cabe destacar que Infinitum es el ISP mexicano que cuenta con mayor infraestructura para ofrecer su servicio ya que Telmex tiene varias salidas de internet tanto hacia Estados Unidos como hacia el Caribe y Europa. Dentro de su red tienen distintos centros de datos, operados por su filial Triara en algunos de los cuales tienen CDN (Content Delivery Network) y un IXP (Internet Exchange Point).
El servicio es monitoreado las 24 hrs los 365 días del año desde el Centro Nacional de Supervision II Chapalita, ubicado en Zapopan, Jalisco. 

### Paquetes

#### Con telefonía
Telmex maneja su servicio de Infinitum por medio de paquetes. Los paquetes para el público en general, según la velocidad ofrecida y costo varían. En algunos casos, clientes de fibra óptica pueden recibir más velocidad de la contratada, siempre y cuando existan facilidades técnicas.
Los Paquetes Infinitum ofrecen Claro Video y Claro Drive sin costo adicional.
- Paquete 389. Llamadas Ilimitadas con una velocidad de Internet de 50 Mbit/s.
- Paquete 435 Llamadas Ilimitadas con una velocidad de Internet de 60 Mbit/s.
- Paquete 499. Llamadas Ilimitadas con una velocidad de Internet de 100 Mbit/s.
- Paquete 599. Llamadas Ilimitadas con una velocidad de Internet de 150 Mbit/s (solo disponible con fibra óptica)
- Paquete 649. Llamadas Ilimitadas con una velocidad de Internet de 200 Mbit/s (solo disponible con fibra óptica)
- Paquete 999. Llamadas Ilimitadas con una velocidad de Internet de 500 Mbit/s (solo disponible con fibra óptica)
- Paquete 1499. Llamadas Ilimitadas con una velocidad de Internet de 1Gbit/s (Netflix incluido, solamente disponible con fibra óptica).

#### Sin telefonía
- Paquete 349. Internet ilimitado con una velocidad de 50 Mbit/s.
- Paquete 399. Internet ilimitado con una velocidad de 60 Mbit/s.
- Paquete 549. Internet ilimitado con una velocidad de 200 Mbit/s (solamente disponible con fibra óptica)
- Paquete 899. Internet ilimitado con una velocidad de 500 Mbit/s (solamente disponible con fibra óptica)

### Negocios
Ofrece otros tres paquetes:
- Infinitum Negocio.
- Infinitum Negocio Red.
- Infinitum Negocio Prémium.

### Empresarial
Según información de la propia página de Telmex, existen paquetes empresariales de Infinitum que van desde los 2 Mbit/s hasta lo que el cliente requiera por medio de enlace dedicado. Este enlace está disponible en todo momento de manera inalámbrica y normalmente no necesita de una línea telefónica, además de que es simétrica, ya que la velocidad de bajada es la misma que de subida.

### Asesores Infinitum
Infinitum cuenta con una estrategia digital enfocada en la atracción y recuperación de clientes llamada "Asesores Infinitum" esta refiere a una división de su fuerza de ventas con perfil digital la cual está dedicada a captar oportunidades de venta y atracción de nuevos suscriptores por redes sociales. Esta estrategia conlleva la mejora de oferta a los probables clientes los cuales ya son usuarios del servicio de Internet, pero no se encuentran satisfechos con su proveedor actual de telecomunicaciones. Se destacan problemáticas como fallas en el servicio, cobros indebidos, incremento de tarifas de manera arbitraria y oferta comercial no cumplida entre otros. 
Actualmente la empresa destaca en sus esfuerzos digitales con el fin de mantenerse a la vanguardia tanto en la oferta del servicio, la tecnología y sus procesos de atención y soporte a clientes.
La marca está tomando ventaja del impacto e importancia que han cobrado las redes sociales durante los últimos años, sobre todo considerando que su canal de atención a través de redes sociales llamado "Telmex Soluciona" ha tenido un crecimiento destacable durante los últimos meses.
La labor representa una lectura activa y sensibilización con las necesidades y problemáticas que expresan los usuarios en redes sociales la cual detona a su vez la intervención de un asesor Infinitum.